# Manuel J. Gándara
Manuel J. Gándara (* 24. Oktober 1888 in Mexiko-Stadt) war ein mexikanischer Botschafter.

## Leben
Ingeniero Agr. Manuel J. Gándara Secretario General war Mitglied in einem mexikanischen Bauernverband. Am 26. Dezember 1936 beantragte Emigdio Marmolejo León den Ausschluss von Manuel J. Gándara wegen spalterischer Handlungen.

## Veröffentlichungen
- El pensamiento agrario del Lic. Adolfo López Mateos, expuesto en los estados de Querétaro, Puebla, Tlaxcala, Chihuahua, Tamaulipas, Veracruz, Estado de México: Con un comentario final de los editores y un índice guía para consultar los tres folletos. Glosa de Manuel J. Gándara P.R.I., 1958 - 66 Seiten

| Vorgänger               | Amt                                                                                   | Nachfolger                  |
| ----------------------- | ------------------------------------------------------------------------------------- | --------------------------- |
| Héctor Lazos González   | Generalsekretär der Sociedad Agronómica Mexicana 30. Mai 1947 bis 26. Mai 1950        | Mariano Parra Hernández     |
| Roberto Barrios         | Generalsekretär der Confederación Nacional Campesina 28. Mai 1950 bis 21. Januar 1952 | Ferrer Gal van              |
| Ernesto Hidalgo Ramírez | Mexikanischer Botschafter in Warschau 5. September 1952 bis 5. September 1954         | Lamberto H. Obregón Serrano |